# La rosa tatuada (película)
La rosa tatuada es una película estadounidense de 1955, dirigida por Daniel Mann. Protagonizada por Anna Magnani y Burt Lancaster en los papeles principales. Basada en la obra teatral homónima de Tennessee Williams. 

## Argumento
Una población del estado de Luisiana, en la que viven estadounidenses de origen italiano, se ve alterada cuando la policía mata a un camionero mientras hacía contrabando. Su viuda Serafina Delle Rose (Anna Magnani) está profundamente afligida, y con el paso del tiempo se aísla más y más en sí misma. Pretende que su hija adolescente, Rosa (Marisa Pavan) haga lo mismo, pero ella se acaba marchando para vivir con su novio, Jack Hunter (Ben Cooper). Es entonces cuando un hombre apuesto, Álvaro Mangiacavallo (Burt Lancaster), también conductor de camiones, entra en la vida de Serafina.

## Reparto
- Anna Magnani - Serafina Delle Rose
- Burt Lancaster - Alvaro Mangiacavallo
- Marisa Pavan - Rosa Delle Rose
- Ben Cooper -  Jack Hunter
- Virginia Grey - Estelle Hohengarten
- Jo Van Fleet - Bessie
- Sandro Giglio - Padre De Leo
- Mimi Aguglia - Assunta
- Florence Sundstrom - Flora

## Premios
- Premio Oscar 1956: a la mejor actriz principal (Anna Magnani)
- Premio Oscar 1956: a la mejor dirección de arte (Hal Pereira)
- Premio Oscar 1956: a la mejor fotografía (James Wong Howe)
- Premio BAFTA 1957: a la mejor actriz extranjera (Anna Magnani)
- Premio Globo de Oro 1956: a la mejor actriz cinematográfica – Drama (Anna Magnani)
- Premio Globo de Oro 1956: a la mejor actriz secundaria (Marisa Pavan)
- Premio NYFCC 1955: a la mejor actriz (Anna Magnani)
- Premio National Board of Review 1955: a la mejor actriz (Anna Magnani)

## Comentarios
La actriz italiana Anna Magnani ganó un premio Oscar, hito inusual, pues hasta tiempos recientes tal premio solía recaer casi siempre en actores estadounidenses y británicos.
- Datos: Q634694